# 미국 통계학회
미국통계학회(American Statistical Association)는 미국의 통계학자 및 관련 전문가를 위한 주요 전문 조직이다. 1839년 11월 27일 매사추세츠주 보스턴에서 창립되었으며, 미국에서 두 번째로 오래되고 지속적으로 운영되는 전문 학회이다. 다양한 학문 분야와 애플리케이션 전반에 걸쳐 통계학자, 관련 사용자에게 서비스를 제공하며, 매년 다양한 학술지를 발행하고 여러 국제회의를 후원하고 있다.

## 같이 보기
- 미국 수학회